# Etrema paucimaculata
Etrema paucimaculata é uma espécie de gastrópode do gênero Etrema, pertencente à família Clathurellidae.